# Chenchu
Los chenchus son una tribu aborigen de las regiones centrales montañosas de Telangana, en la India. Su modo de vida tradicional, se ha basado en la caza y la recolección.
La tribu de los chenchus es uno de los grupos tribales primitivos que siguen dependiendo de los bosques al no cultivar la tierra, haciéndose necesaria la caza para sobrevivir. Algún chenchu se ha especializado en recoger los frutos proporcionados por el bosque para la venta a la población no-tribal, pero no es lo general. Los chenchus han respondido con poco entusiasmo a los esfuerzos del Gobierno para que aumenten los cultivos. 
Generalmente la relación de los chenchu con la gente no-tribal ha sido en gran parte simbiótica. 
Algunos hindúes de casta viven entre ellos, alquilan la tierra de los chenchus y pagan por ello con parte de la cosecha. Los chenchus permitieron a los dalits (intocables o fuera de casta) instalarse en sus tierras, aprendiendo de ellos el arte de la agricultura. A los pastores nómadas de Banjara que llevan sus ganados a pastar en el bosque también se les ha asignado parte de sus tierras. 
Debido a su larga asociación con los hindúes ermitaños y su rechazo a comer carne de vaca, la casta de los hindúes considera a los chenchus un colectivo no contaminado.
Este artículo incluye material de dominio público de la Library of Congress Country Study en la India.